# Bistorta
Bistorta es un género de plantas de la familia Polygonaceae, que a menudo está incluido en  Polygonum o en Persicaria.

## Taxonomía
Bistorta fue descrito por Philip Miller y publicado en The Gardeners Dictionary...Abridged...fourth edition 194. 1754.

## Especies seleccionadas
- Bistorta bistortoides (Pursh) Small
- Bistorta officinalis Delarbre
- Bistorta plumosa (Small) Greene
- Bistorta vivipara (Linnaeus) Delarbre